# نوبل ويلينغهام
نوبل ويلينغهام (بالإنجليزية: Noble Willingham)‏ هو ممثل أمريكي، ولد في 31 أغسطس 1931 في الولايات المتحدة، وتوفي في 17 يناير 2004 ببالم سبرينغس في الولايات المتحدة بسبب نوبة قلبية.

## أعمال

### أفلام
- (1971) آخر عرض صور
- (1973) القمر الورقي
- (1974) الحي الصيني
- (1979) نورما راي
- (1987) صباح الخير يا فيتنام
- (1989) غضب الأعمى
- (1991) معاطف المدينة[3][4]
- (1994)  محقق الحيوانات الأليفة[5]
- (1994) جاردينج تس[6]
- (1996) شخصي وعن قرب[7]

### مسلسلات
- تحسين المنزل
- جوال تكساس ووكر

## وصلات خارجية
- نوبل ويلينغهام على موقع IMDb (الإنجليزية)
- نوبل ويلينغهام على موقع ألو سيني (الفرنسية)
- نوبل ويلينغهام على موقع أول موفي (الإنجليزية)
- نوبل ويلينغهام على موقع قاعدة بيانات الأفلام السويدية (السويدية)
- نوبل ويلينغهام على موقع إن إن دي بي (الإنجليزية)
- نوبل ويلينغهام على موقع قاعدة بيانات الفيلم (الإنجليزية)
- نوبل ويلينغهام على موقع كينوبويسك (الروسية)